# دار الأوبرا المصرية
دار الأوبرا المصرية، أو الهيئة العامة للمركز الثقافي القومي افتتحت في عام 1988، تقع في أرض الجزيرة بالقاهرة في مبناها الجديد الذي شُيد بمنحة من الحكومة اليابانية لنظيرتها المصرية، بنيت الدار على الطراز الإسلامي.
يعتبر هذا الصرح الثقافي الكبير الذي افتتح يوم 10 أكتوبر عام 1988 هو البديل عن دار الأوبرا الخديوية التي بناها الخديوي إسماعيل العام 1869 واحترقت في 28 أكتوبر العام 1971 بعد أن ظلت منارة ثقافية لمدة 102 عاما.
ويرجع تاريخ بناء دار الأوبرا القديمة إلى فترة الازدهار التي شهدها عصر الخديوي إسماعيل في كافة المجالات. وقد أمر الخديوي إسماعيل ببناء دار الأوبرا الخديوية بحي الأزبكية بوسط القاهرة بمناسبة افتتاح قناة السويس، حيث اعتزم أن يدعو إليه عدداً كبيراً من ملوك وملكات أوروبا. وتم بناء الأوبرا خلال ستة أشهر فقط بعد أن وضع تصميمها المهندسان الإيطاليان أفوسكانى وروس. وكانت رغبة الخديوي إسماعيل متجهة نحو أوبرا مصرية يفتتح بها دار الأوبرا الخديوية، وهي أوبرا عايدة وقد وضع موسيقاها الموسيقار الإيطالي فيردي لكن الظروف حالت دون تقديمها في وقت افتتاح الحفل، فقدمت أوبرا ريجوليتو في الافتتاح الرسمي الذي حضره الخديوي إسماعيل والإمبراطورة أوجيني زوجة نابليون الثالث وملك النمسا وولى عهد بروسيا.
وكانت دار الأوبرا الخديوية التي احترقت فجر 28 أكتوبر العام 1971 تتسع لـ 850 شخصا، وكان هناك مكان مخصص للشخصيات الهامة واتسمت تلك الدار بالعظمة والفخامة.

## التسمية
افتتحت دار الأوبرا  الجديدة رسمياً في عام 1988 تحت اسم «المركز الثقافي والتعليمي»، وسميت بذلك لأن وكالة اليابان للتعاون الدولي (JICA) لا تمنح معونات لمشاريع ترفيهية وتمنحها للمشاريع التنموية والصحية والتعليمية فقط.
و في عام 1989 تم إصدار قرار تكوين المركز بمسماه الحالي «المركز الثقافي القومي» باعتباره هيئة عامة تضم الأوبرا المصرية والبيت الفني للموسيقى «الفرق الأوبرالية والتراثية».

## الموقع الجغرافي
يقع المركز الثقافي القومي «دار الأوبرا الجديدة» في الجزء الجنوبي من جزيرة الزمالك الواقعة بين فرعي النيل وسط القاهرة، وعلى مسافة قريبة من صروح ثقافية واجتماعية، أبرزها متحف النحات محمود مختار وتمثال الزعيم سعد زغلول وحديقة الحرية والنادي الأهلي وشارع أم كلثوم. وكلها مساحات للعيش اليومي عند المصريين.
وقد أتاح الموقع الفريد للمبنى في الجزء الجنوبى من الجزيرة ووفرة مياه النيل في هذه المنطقة وكثرة الأشجار في الحديقة المحيطة لهذا المكان أن يكون محتوى طبيعيًا ممتازًا لدار الأوبرا الجديدة.
وتطل واجهة المدخل الرئيسي لدار الأوبرا على تمثال سعد زغلول في مدخل كوبري قصر النيل، وتطل الجهة القبلية على شارع التحرير،  والواجهة البحرية تطل النادي الأهلي، أما الواجهة الغربية (الخلفية) فهي تطل على شارع الجبلاية (أم كلثوم سابقًا).

## التصميم

### التصميم الخارجي
كلفت الحكومة اليابانية شركة «نيكن سيكي» الإستشارية بتصميم المبنى والإشراف على تنفيذه. وقد قامت الشركة بدراسة مستفيضة حول دار الأوبرا القديمة والتي كانت تشتمل على حوالي 800 مقعد كما قامت الشركة ببعض الدراسات التفصيلية عن المسارح المصرية والمسارح العالمية الحديثة وبناء على هذه الدراسات قامت الشركة بتقديم اقتراحتها عن التصميم وكذلك المساحات والإحتياجات اللازمة لدار الأوبرا الجديدة. وقد شكلت قطعة الأرض المشيد فوقها المشروع عقبة في التصميم نظراً لعدم انتظامها، لذلك قامت الشركة بطرح عدة إقتراحات للتصميم حتى استقر المبنى على هذا الشكل النهائي، وهو من تصميم المهندس المعماري الياباني كويشيرو شيكيدا (Koichiro Shikida)، وقد قام بتصميمه على الطراز الإسلامي الحديث وفقاً لطلبات الجانب المصري الذي كان يضم عدد من المهندسين المتخصصين في الجوانب المعمارية والتشكيلية والفنية. حيث قام الجانب المصري متمثلاً في هذه اللجنة الفنية المشكلة لهذا الغرض من وزراة الثقافة بإبداء بعض الإرشادات والتوجيهات للوصول إلى الشكل الملائم للتصميم العام وبالاخص شكل القبة والعقود حتى تبدو متجانسة مع الشكل العام للمشروع، علاوة على ملائمتها للبيئة المصرية المشيدة فوق اراضيها. وقد وضعت القباب لتعطي المشروع الطابع الإسلامي وكذلك العرائس على حافة المبنى من أعلى ولا يظهر فراغ القبة الكبيرة من الداخل فهي مركبة فوق جمالونات حديدية. وحتى لا يتسبب مبنى الاوبرا الجديد في أي عوائق بصرية للمباني المحيطة تم بناؤه على ارتفاع منخفض قدر الإمكان، حيث حاول المصمم التدرج بالارتفاعات من مبنى متحف الفن الحديث (باعتباره أقل ارتفاع) وحتى القبة السماوية (باعتبارها أعلى ارتفاع في الموقع)، حيث تمثل القبة التي تغطي المدخل أقل مستوى في الإرتفاع، ثم تدرج بالارتفاع في الصالة الرئيسية حتى وصل إلى أقصي ارتفاع للمبنى في القبة الكبيرة فوق خشبة المسرح (42,5 من مستوى الدور الارضي).
كما راعى المصمم في تصميمه التغيرات المناخية للبيئة المصرية والتي تتصف بأشعة الشمس القوية في الصيف ووجود فروق قوية في درجة الحرارة مابين فترة الظهيرة والليل، لذلك تم تحفيز الخواص الطاردة للحراة للحوائط الخارجية والأسقف، وتصغير حجم النوافذ بقدر الإمكان، وكذلك تم عمل حديقة داخلية وتأمين مساحات نصف مفتوحة لتأمين التهوية بطرق طبيعية، بالإضافة إلى تصميم مسرح خارجي مكشوف بسعة 600 مقعد متحرك يصلح للعروض الصيفية والندوات. اما مواد البناء المستخدمة فقد روعي أن يتم استخدام مواد بناء محلية طويلة الأمد بقدر الإمكان، فعلى سبيل المثال استخدم في الحوائط الخارجية حجر صناعي مصري محلي وذلك للتقليل من الاعباء المالية لعمليات الصيانة في المستقبل.

### المعالجات الداخلية والخارجية
تميزت المعالجات الداخلية والخارجية بدرجة عالية من الفخامة والبساطة في آن واحد، حيث تم استخدام بياض الحجر الصناعي في معالجة الواجهات الخارجية والتي حاول المصمم إضفاء الطابع المحلي عليها باستخدام العقود والعرائس والزخارف والفتحات الصغيرة الطولية والشبابيك المعقودة على محيط القبة الخراسانية الصغيرة المغطية لسقف بهو المدخل.
أما بالنسبة للمعالجات الداخلية فقد تم استخدام الرخام والزخارف الجصية في معالجة أرضيات وحوائط صالات الإستقبال الرئيسية وكذلك بالنسبة للممرات الخارجية والمغطاة بمجموعة من العقود. كما تم معالجة صالات التدريب على أعلى مستوى فني حيث تم تركيب أرضيات الصالات من الخشب لحماية الراقصين ولقدرته على امتصاص الصوت، بينما زودت الحوائط بعوازل صوتية مركبة على صوف زجاجي. وقد استوردت جميع الخامات والمواد اللازمة من اليابان باستثناء الرخام من ايطالية والخشب والارضيات من السويد.

### التقسيم الداخلي
تم توزيع العناصر الوظيفية للمبنى على سبعة طوابق (مستويات)، بحيث تقع العناصر الرئيسية للمشروع على طول المحور الرئيسي وتتوزع الخدمات على جناحين إلى اليمين واليسار. يشغل الدور الارضي مستويين، ويتكون من بهو المدخل وصالة المدخل وحديقة داخلية ومسرح مكشوف وصالات الإستقبال والصالة الرئيسية بارتفاع أربعة مستويات، والصالة الصغرى ومعرض للأعمال الفنية وغرف الإدارة والموظفين، بالإضافة لخدمات المسرح من غرف للفنانين وغرف تدريب ومخازن ودورات مياه وخلافه. أما البدروم فيحتوي على غرف الخدمات الميكانيكية والتكميلية.
ويشتمل الدور الأول على المستوى الأول من البلكون وفراغ الصالة الرئيسية وبهو إنتظار وصالتين للعرض المتحفي وصالة عرض الفنون ومكتبة موسيقية وورشة وغرف للتدريب والبروفات والدراسة وغرف للتحكم والصوتيات وإدارة خدمات المسرح الأخرى. بينما يشتمل الدور الثاني على المستوى الثاني من البلكون وفراع الصالة الرئيسية، أما الدور الثالث فيشتمل على المستوى الثالث من البلكون وصالة استقبال وغرفة لكبار الزوار. ويضم المستوى السادس والسابع من المبنى المستوى الرابع للبلكون وبعض الخدمات الفنية.

## النشأة والتأسيس
بدأت فكرة بناء دار الأوبرا الجديدة كبديل لدار الأوبرا الخديوية التي احترقت في فجر الثامن والعشرين من أكتوبر عام 1971م،  حيث اجتمع مجلس الوزراء بعد ثلاث أيام من احتراقها وأعتمد مبلغ 200 ألف جنية للشروع في بناء دار الأوبرا الجديدة. وفي مايو 1972م قام محمد عبد القادر حاتم نائب رئيس مجلس الوزراء للثقافة والإعلام بوضع حجر الأساس في أرض الجزيرة أمام مبنى مجلس قيادة الثورة، ومع ذلك لم يتم التنفيذ. كما أبدى الرئيس أنور السادات في أكثر من مناسبة اهتمامه بإعادة بناء الأوبرا وأنه سيتم توفير الاعتمادات المالية اللازمة لإعادة بنائها إلا أن ذلك لم يحدث.
وفي أثناء تلك الفترة تعددت المشروعات المقدمة من بيوت الخبرة الأجنبية لإنشاء دار الأوبرا، حيث تقدم بيت خبرة ألماني لبناء الأوبرا بتكاليف 60 مليون جنية، كما تقدم أحد بيوت الخبرة في النمسا وبعض المستثمرين بمشروع ثقافي تجاري متكامل لا تتحمل مصر فيه أي تكاليف بشرط أن تستغل النمسا أرباح المشروع لمدة 35 عام، يئول بعدها إلى الملكية المصرية. وكان آخر هذه المقترحات مشروع إيطالي قدم إلى عبد الحميد رضوان وزير الثقافة آنذاك، ولكن كل هذه المشروعات لم يكلل لها النجاح لترى النور.
وفي بداية الثمانينات تشاور السيد يوسوكي ناكائي سفير اليابان في مصر مع المسئولين عن قطاع الموسيقى بوزارة الثقافة المصرية حول إمكانية تخصيص إحدى المنح التي تقدمها اليابان لمصر في بناء مركز ثقافي تعليمي، وكانت هذه المشاورات بداية تمهيدية أخذت طريقها إلى التنفيذ أثناء زيارة الرئيس مبارك لليابان في مارس سنة 1983م. حيث قررت الحكومة اليابانية بمناسبة هذه الزيارة ودعماً للعلاقات الثقافية بين البلدين تقديم منحة مالية لاترد قيمتها 6 مليارات و485 مليون ين ياباني (33 مليون دولار أميركي) لبناء دار أوبرا جديدة في القاهرة كمشروع (بناء مركز تعليمي وثقافي).
وفي أغسطس 1983 قامت هيئة التعاون العالمية اليابانية (JICA) بعقد مباحثات مع مجموعة عمل مصرية، اختارها وزير الثقافة الدكتور عبد الحميد رضوان، لتنفيذ المشروع. وتم على إثر هذه المباحثات والدراسات والتي استمرت حتى نهاية الربع الأول من عام 1985 الأتفاق على التصميم الداخلي والخارجي للمبني الذي صممته شركة نيكين سيكي وفقاً لطلبات الجانب المصري، واتسم التصميم بالطابع المعماري الإسلامي الحديث. كما تم الأتفاق على أن يقوم الجانب الياباني بإنشاء الدار بمحتوياتها من المنحة المقررة بمعرفتهم، وأن يقوم الجانب المصري بهدم المباني المعترضة للمشروع على نفقة وزارة الثقافة، على أن يتم المشروع بالكامل خلال 36 شهر.
وفي 31 مارس 1985، قام الرئيس حسني مبارك بوضع حجر الأساس لدار الأوبرا بأرض الجزيرة، وفي مايو من نفس العام بدأت شركة كاجيما اليابانية، في البناء وتنفيذ التصميمات. وقد تم الانتهاء من أعمال التشييد والبناء تماماً في 31 مارس 1988، أي بعد 34 شهرا من بدء العمل. وقد شارك في تنفيذ المشروع حوالي 30 مهندسًا وإداريًا يابانيًا مع حوالي 500 مصري، جميعهم عمال باستثناء ستة مهندسين.

## الافتتاح
افتتحت دار الأوبرا الجديدة في العاشر من أكتوبر سنة 1988 بحضور  الرئيس حسني مبارك، والأمير الياباني توموهيتو أوف ميكاسا، وهو الشقيق الأصغر لإمبراطور اليابان، والملك سلمان بن عبد العزيز وكان وقتئذ أميرا لمدينة الرياض. وشهدت القاهرة تلك الليلة احتفالاً رسمياً وثقافياً وفنياً كبيراً، فقد انتشرت مجموعات من عازفي الإيقاع وفرق الخيالة الذين حملوا الأعلام الملونة في تشكيلات بدءا من أول كوبري قصر النيل من ناحية ميدان التحرير وحتى نهايته، كما أحاط طلبة الشرطة بقاعة تمثال سعد زغلول المطل على الأوبرا وأضيئت الشموع والشمعدانات داخل الساحة الداخلية للأوبرا. ووسط هذه المواكب تقدم مبارك لقص الشريط وإزاحة الستار عن اللوحة التذكارية وقد التف حوله كبار الموسيقيين والفنانين والمثقفين والمبدعين المصريين والعالميين إلى جنب ضيوف الاحتفال من وزراء وأمراء وسفراء وشخصيات سياسية. ولم يدع الشاعر مأمون الشناوى مؤلف نشيد الافتتاح «نشيد الجهاد» كما لم يدع نجيب محفوظ الذي حصل على نوبل بعد ذلك بأيام.
انطلق برنامج حفل الافتتاح الذي أخرجه الفنان كرم مطاوع بإطلاق 800 شعلة من الألعاب النارية في سماء القاهرة، وبدأ بالمعزوفة الافتتاحية «فانفار» من تأليف شريف محي الدين، وأداها مجموعة من أوركسترا القاهرة السيمفونى بقيادة المايسترو مصطفى ناجي، تلاه عزف السلام الجمهوري ودون فاصل بقيادة المايسترو طه ناجي، لتبدأ بعد ذلك اولى فقرات الحفل بالبرنامج الياباني، حيث شاركت اليابان في حفل الافتتاح بعروض الكابوكي اليابانية لأول مرة في أفريقيا والشرق الأوسط، وزارت القاهــرة مــن أجل هــذه العروض فرقة بلغ عــدد أفرادها ما يقــرب مــن ٥۰ شــخصاً على رأســهم الممثــل الرئيســي ناكامورا توميجيــرو الخامس، منهم ۱٥ ممثلاً مسانداً ومغنياً ومعهم فنيون وإداريون من العاملين بالمسرح. وقدمت الفرقة مسرحية غنائية راقصة بعنوان «شونكان»، ورقصة «فوجي موسومي» (Fuji Musume) أي «عذراء نباتات الوستريا»، كما قدمت عرض «بوه شيباري» الكوميدي من مسرح الكيوجين.
أعقب ذلك البرنامج المصري الذي قدم فيه موسيقى من التراث الموسيقى لفرقة أم كلثوم بقيادة حسين جنيد قدم خلالها موشح «غنت لطلعته» للشيخ محمود صبيح، و«عذارى الهوى» من «أوبريت هدى» للشيخ سيد درويش، ليعزف بعدها منفرداً على البيانو العازف رمزي يس، ثم عزفت أوركسترا الكونسيرفتوار بقيادة المايسترو أحمد الصعيدي الحركة الأولى من الكونشيرتو الثلاثي لبيتهوفن، ثم «نشيد الجهاد» للموسيقار محمد عبدالوهاب بعد أن قام بتوزيعه المايسترو مصطفى ناجي توزيعا اوركسترالياً، وغنى كل من نيفين علوبة وصبحي بدير، وأخيرا قدم كورال أوبرا القاهرة بقيادة المايسترو يوسف السيسي الحركة الرابعة من السيمفونية التاسعة لبتهوفن. وعلى هامش الافتتاح افتتح معرض ضم 30 عملا من أعمال الفنان الإيطالي «أومبيرتو ماستروياني» وذلك تقديراً للدور الإيطالي في بناء الأوبرا القديمة حيث قام الإيطاليان المعماريان بيترو أفوسكاني وروتسيي بتصميم مبناها، كما تم افتتاحها بمعزوفة «ريغوليتو» لجوزيبي فيردي في 1 نوفمبر 1869. أيضاً ضم المعرض 29 ملصقاً فنياً موقعة من فنانين إيطاليين عالميين تمثل ثلاثين عاماً من التعاون بين الأوبرا المصرية والأوبرا الإيطالية.
وتضم الأوبرا الحالية 3 مسارح هي: الكبير 1200 مقعد، والصغير 500 مقعد، والمكشوف 600 مقعد، ولعبت دورًا مهمًا في إثراء الحركة الفنية في مصر حيث تضم فرقة باليه أوبرا القاهرة، وأوركسترا أوركسترا القاهرة السيمفوني، والفرقة القومية للموسيقي العربية، وفرقة الرقص المسرحي الحديث. وتقيم الأوبرا صالونات ثقافية ومعارض فن تشكيلي ومهرجانات موسيقية صيفية لفرق الهواة، كما تعرض أعمال كبار الفنانين والفرق العالمية باتجاهاتها المختلفة. أقيمت يوم الأربعاء 25 أبريل، أولى حفلات دار الأوبرا المصرية في مركز الملك فهد الثقافي بالرياض، تحت رعاية وزيري الثقافة السعودي والمصري

## المراكز الثقافية بالأوبرا
- قصر الفنون: يقع قصر الفنون بساحة دار الأوبرا المصرية، ويقوم على نفس الأرض التي كانت تشغلها قاعة النيل الكبرى والتي كانت إحدى سرايات أرض المعارض بالجزيرة وقد قام بتصميمها مصطفى باشا فهمي، حيث كانت تستخدمها الجمعية الزراعية الملكية في عروض المعرض الصناعى الزراعي. وفي عام 1980 صدر قرار بتحويل هذه السراى إلى قاعة للفنون التشكيلية وتم افتتاحها في عام 1984 خلال الدورة الأولى لبينالى القاهرة الدولى، ونظراً لتعرض المبنى للتصدعات جراء زلزال القاهرة عام 1992 فقد تم إغلاقه، ثم أعيد افتتاحه من جديد في عام 1998 بعد تطويره وترميمه وأطلق عليه اسم قصر الفنون. ويتكون المبنى من أربعة طوابق تشمل العديد من قاعات العروض التشكيلية من بينها قاعتان رئيسيتان بالدور الأرضي، ومجموعة من القاعات الجانبية بالدور الأول تقع على جانبى القاعة الرئيسية، بالإضافة إلى صالات للعروض السينمائية والمحاضرات والمؤتمرات، ومكتبة فنية من أكبر المكتبات الفنية في مصر وهي توفر أعلى مستوى من الخدمات البحثية لكافة الشرائح من طلاب الفنون والباحثين والنقاد والصحفيين بالمجان، كما تضم هذه المكتبة نادياً لتكنولوجيا المعلومات لخدمة جموع الباحثين عبر تقديم الوسائط المعلوماتية المختلفة. ويقوم القصر منذ أن تم افتتاحه في ثوبه الجديد باستضافة أكبر وأهم الفعاليات الفنية المحلية والدولية التي ينظمها قطاع الفنون التشكيلية ومنها: المعرض القومى وصالون الشباب وبينالى القاهرة الدولى وبينالى الخزف الدولى وترينالى الجرافيك.[27][28]
- مكتبة الأوبرا الموسيقية وملحق بها قاعة للعرض الفني.
- مركز الأبداع الفني التابع لوزارة الثقافة المصرية.
- المسرح الكبير الخاص بالعروض الأوبرالية والغنائية الضخمة وجميعها تكون رسمية قد تم تجهيزه أمنيا ضد الحرائق ويسع 1200 مقعد.
- المسرح الصغير: ويقع خلف المسرح المكشوف،[29] وله مدخله الخاص به وعدة مخارج تسمح بدخول وخروج الصناديق الخشبية لكي تعطى اتساعاً لخشبة المسرح والمقاعد بجانبها.[30] وروعي في تصميمه أن يكون قاعة استماع موسيقى، حيث يتميز بوجود انحناءات في حوائطه لضمان أفضل توزيع وترديد صوتي داخل المسرح.[31][32] ويحتوي المسرح الصغير على خمسمائة مقعد متحرك كلها موجودة على المنطقة الأرضية. وتعتبر أبعاد المسرح مثالية لاستيعاب عدد معين من الفنانين حيث يبلغ عرضه 13 مترًا وعمقه 7 أمتار (13م × 7م)، كما أنه مناسب لحفلات أوركسترا الحجرة والريسيتالات الصغيرة ويمكن أيضاً استخدامه في عقد المؤتمرات والأحداث الثقافية المختلفة ويمكن تحريك المقاعد، أما القاعة فيمكن تحويلها بالكامل لصالة استقبال ضخمة للأحداث الرسمية المهمة.[33]
- المسرح المكشوف: وهو مخصص للعروض الصيفية والشبابية ويتسع لحوالى 600 مقعد ما بين مدرجات ثابتة ومقاعد متحركة لتمكن المشاهدين من حرية الحركة والاستمتاع بالهواء الطلق في ليالي الصيف.[32] ويتسم المسرح المكشوف بالطابع الشرقي في طرازه،[34] وتأخذ المنطقة المركزية للمسرح شكل المربع منخفض المستوى عن المنطقة المحيطة بالمربع. ومنطقة المسرح المكشوف الخاصة باستيعاب المقاعد المتحركة للمشاهدين تأخذ شكل مربع منخفض في الوسط يحيط به أربعة أضلاع متدرجة الارتفاعات من الوسط.[35] ويبلغ نشاط هذا المسرح ذروته في المهرجانات الصيفية حيث تقدم على منصته ألوان من الموسيقى الخفيفة، وحفلات للمطربين المصريين والعرب، وتقدم كذلك عروض الفرق الأجنبية، ومهرجانات الموسيقى الشعبية، والندوات الثقافية، كالاحتفال بيوم البيئة العالمي وغير ذلك[31]
- مسرح النافورة:
- متحف دار الأوبرا: يقع متحف دار الأوبرا بالدور الأول من المبنى الرئيسي لدار الأوبرا، ويحتوي من الداخل على جناحين: الأول خاص بدار الأوبرا القديمة وحتى تاريخ احتراقها، ويحكي هذا الجناح قصة إنشاء الاوبرا القديمة، حيث بنيت في ستة أشهر بأيد مصرية وبتصميمات إيطالية. وبالمتحف صور نادرة لحريق الأوبرا، وصور لمسرح الأوبرا وواجهتها والأماكن الهامة بها وصور لأهم العروض التي قدمت على مسرحها وماكيت للشكل التي كانت عليه وماكيت لواجهة مسرح الأوبرا القديمة. كما يحكى قصة أوبرا عايدة من خلال أهم التصميمات للملابس والحلي وبعض النوت الموسيقية الخاصة بهذه الأوبرا. أما الجناح الثاني فهو خاص بدار الأوبرا الجديدة، ويضم عددا من الملصقات لأهم العروض التي قدمت على مسارحها الثلاث، وبعض الكتيبات التي صدرت بمناسبة زيارة بعض الفرق الفنية الشهيرة لدار الأوبرا، وبه أيضا نموذج مجسم للمبنى الجديد وبعض الصور الفوتوغرافية لمبنى الأوبرا وقت الإنشاء.[36]
- قاعة الفنون التشكيلية: ملحق بمبنى دار الأوبرا قاعة للفنون التشكيلية تتكون من طابقين تم تصميمها بشكل متطور، وتبلغ مساحة كل طابق 120م، وقد وزعت الإضاءة بهما بشكل علمي يتيح تغييرها مع كل معرض وحسب ما يتطلبه كل عمل فني بالشكل الذي يراه العاملين بها من المتخصصين وذوى الخبرات.[37] وتختص القاعة بإقامة المعارض الفنية الجماعية والفردية للعديد من الفنانين التشكيلين المصريين والعالميين بهدف نشر حركة الفن التشكيلى والذوق العام ومواكبة الحركة الفنية العالمية.[38] والنشاط الفني الذي يقام بهذه القاعة يكتمل بعمل شرائط تسجيلية كعملية توثيق لأهم المعارض التي تقام بها ويتم الاحتفاظ بها داخل المكتبة الموسيقية ليستعين بها طلاب الكليات الفنية والمتذوقون للفنون. ومنذ افتتاح دار الأوبرا عام 1988 أقيم بالقاعة العديد من المعارض الهامة منها المعرض السنوي لمسابقة الصور الفوتوغرافية العالمية والذي تقيمه هولندا، كذلك معارض لكبار رواد الحركة التشكيلية في مصر في كل أنواع الفنون ولكل المدارس الفنية كالتأثيرية، الواقعية، السريالية، الرمزية والتكعيبية وغير ذلك من مدارس. كما تستضيف قاعة الفنون التشكيلية سنوياً معرضاً لفن الخط العربي، بالإضافة إلى المشاركة في البيناليات والتريناليات الدولية والمهرجانات والأسابيع الثقافية الدولية والأحداث المختلفة مثل عام مصر/إيطاليا ويوم المرأة العالمي. وقد تم افتتاح قاعة جديدة تابعة لقاعة الفنون التشكيلية وهي قاعة المكتبة الموسيقية وهي مكونة من دورين وتتميز بشكلها الدائري ومساحة العرض بها تتسع لأكثر من 70 عملاً فنياً. وتتيح لزائري المعرض التعرف على ما بالمكتبة من كتب وشرائط لكل أنشطة الأوبرا.[39]
- مركز تنمية المواهب: تم إنشاء المركز التعليمي لتنمية المواهب في أبريل عام 1992 بناء على إحدى توصيات مؤتمر (الأوبرا وآفاق المستقبل) الذي أقيم بدار الأوبرا المصرية. ويهدف المركز إلى الارتقاء بالتذوق الفني وتبنى الموهوبين في مختلف مجالات الفنون.[40] ويضم المركز عدة اقسام هي: ستوديو الأوبرا وقسم البيانو وقسم الباليه الكلاسيكي وقسم الكورال لتعليم الغناء الأوبرالي وقسم السوزوكي لتعليم آلة الفيولينه وقسم الموسيقى والغناء العربي. بالإضافة إلى هذه الأقسام يدرس المركز مادة الصولفيج وقراءة النوت الموسيقية،[41] كما يوجد فصل للكلاكيت وآخر للرسم[42] وعدة فصول لذوي القدرات الخاصة، وقد امتدت هذه للفصول والأقسام إلى دار أوبرا الإسكندرية ودار أوبرا دمنهور.[43] ويقوم بالتدريس في المركز التعليمي نخبة من أساتذة الجامعة المتخصصين والمدرسين ذوى الخبرة والكفاءة العالية. ويحرص المركز على تدريس التقنيات الفنية الحديثة من خلال الخبراء الاجانب الزائرين مثل عازف الفيولينه الياباني تاكيشى كوبا ياشى والذي زار مصر عامي 1993 و1994 وهو الذي ادخل طريقة سوزكي للعزف على الكمان في مصر.[44] وتعتمد هذه الطريقة على تنمية قدرات الطفل ومواهبه الخاصة من الناحية الفنية والابداعية بأساليب علمية كما تساعد على سهولة تحصيل المعلومات لانها تعتمد على التركيز وتقوية الذاكرة.[40] يقوم المركز في نهاية كل دورة دراسية بإقامة حفلات لطلاب الفصول المختلفة، وذلك تشجيعاً لهم وتقديراً لجهدهم خلال فترة الدراسة.[45] وقد اقام المركز حفله الأول لمواهبه في ديسمبر 1993 لتتوالى من بعد ذلك مشاركاته في الاحتفاليات المتنوعة التي تنظمها دار الأوبرا في المناسبات القومية والدينية والاجتماعية المختلفة.[40][46]

## الفرق المحلية التابعة لدار الأوبرا المصرية
- أوركسترا القاهرة السيمفوني: تأسس اوركسترا القاهرة السيمفوني سنة 1959 على يد النمساوي فرانز ليتشاور، وبعد عدة شهور بدأ الأوركسترا في تقديم حفلاته بدار الأوبرا القديمة بانتظام، وكانت نشاطاته تتضمن تقديم حفلات سيمفونية ومصاحبة فرق الأوبرا والباليه المحلية والأجنبية ومن ضمنها: فرقة البولشوى وفرقة كيروف وفرقة الباليه الملكى بلندن. وفي عام 1990 انضم أوركسترا القاهرة السيمفوني لفرق دار الأوبرا المصرية، وتركزت نشاطات الأوركسترا في إطار حفلات الموسيقى السيمفونية مما فتح آفاقاً جديدة لريبرتوار شاسع وعدد أكبر من الحفلات المقدمة، فصار ضمن ريبرتوار الأوركسترا أعمال لكل من برامز وبروكنر ومالر ورافيل وديبوسى وسترافنسكى وبروكوفيف وشوستاكوفيتش وغيرهم. وعلى مدار تاريخه شارك الأوركسترا في عدد من المهرجانات الناجحة منها «مهرجان اتجاهات عربية، مهرجان بيتهوفن، مهرجان موسيقي القرن العشرين»، ونظم ورش العمل الدولية لقيادة الأوركسترا، وتوالى عليه العديد من قادة الأوركسترا العالميين أمثال شارلز مونش وكارلو زكى وأوتوكار تروليك وأول شميت ويهودى مينوهين وجينادى رودستفنسكى ويانوش كوكلا وباتريك فورنيلييه وغيرهم. وشارك في حفلاته العديد من مشاهير الصوليست العالميين مثل رودولف بوخبندر وعبد الرحمان الباشا وجورج ديموس ورمزى يسى واندريه نافارا وميستيلاف روستوبوفيتش وفيكتوريا بوسينيكوفا وستيفان فلادر وكريستين التنبرجر. كما أجرى الأوركسترا الكثير من الجولات الفنية الناجحة التي طاف خلالها معظم دول العالم. ويلعب أوركسترا القاهرة السيمفونى دورا حيوياً في تطوير الموسيقى المصرية المعاصرة وتشجيع الموسيقيين المصريين من المؤلفين والصوليست والقادة.[47][48]

- فرقة باليه أوبرا القاهرة: تأسست الفرقة عام 1966 وكانت تابعة للمعهد العالي للباليه وقام بتدريب أعضائها خبراء من الاتحاد السوفيتي. وقدمت الفرقة أول عرض لها في نفس العام وكان عرض باليه «نافورة باختشى سراى» واخرجها في حينه مدير مسرح البولشوي ليونيد لافروفسكى، على موسيقى المؤلف السوفيتى بوريس أسافييف. وتأثرت الفرقة في بداياتها بالباليه الروسي والكلاسيكي، حيث اعتمدت الفرقة على العروض الكلاسيكية في فصل واحد مثل جيزيل، كسارة البندق، بحيرة البجع، باخيتا. ثم برزت ضرورة البحث عن شخصية متفردة للفرقة ليكون لها تميزها وهويتها الخاصة بالإضافة إلى تقديم العروض المعاصرة فبدأ ظهور الخط المعاصر في أعمال الفرقة من خلال مخرجين ومصممين رقصات مصرية. ظهر هذا بصورة واضحة عندما قدم باليه أوزوريس للمؤلف الموسيقى جمال عبد الرحيم عام 1984، ومعبد الموسيقى للفنان انتصار عبد الفتاح وتصميم رقصات يسرى سليم. بدأت فرقة الباليه تقديم عروضها خارج مصر منذ عام 1972 حيث بدأت في موسكو وليننجراد وبعد ذلك قدمت عروضها في بلغاريا، يوغوسلافيا، ألمانيا، فرنسا وتونس. ومن الأعمال المصرية التي قدمتها الفرقة باليه خطوات مصرية موسيقى عطية شرارة، وباليه النيل الذي قدم عام 1990 بدار الأوبرا على موسيقى عمر خيرت. وقد انضمت فرقة باليه القاهرة إلى مجموعة فرق دار الأوبرا في يناير عام 1991، وأصبحت تحمل اسم «فرقة باليه أوبرا القاهرة».[49][50]

- كورال أوبرا القاهرة: تأسس كورال أوبرا القاهرة عام 1956، وكان في بادئ الأمر يتكون من ثمانين مغنياً. وقد قام بتقديم الكثير من الأعمال الغنائية خلال المواسم الفنية لدار الأوبرا المصرية. كما شارك في العديد من الحفلات السيمفونية، قام بقيادة الكورال العديد من القادة المشاهير مثل إيتورى كوردونى، وفيتوريو باربيرى، وأدريانو جروسى.[50]
- فرقة أوبرا القاهرة: تكونت رسميا في إبريل 1964، وقدمت مجموعة من العروض المتميزة وتوالت نجاحاتها إلى أن احترقت دار الأوبرا عام 1971 وكافحت الفرقة لإبقاء هذا الفن حيا بتقديم عروضها على مسرحي الجمهورية وسيد درويش بالإسكندرية، حتى تم افتتاح الأوبرا الجديدة عام 1988 وظهرت أصوات جديدة منها صبحي بدير، رضا الوكيل، إيمان مصطفى، نيفين علوبة وحنان الجندى ليكملوا الرسالة وأصبح ريبرتوارها يضم 32 رواية من روائع المؤلفات العالمية.[50]
- أوركسترا أوبرا القاهرة: تأسس عام  1994بهدف مصاحبة عروض الباليه ومشاركة فرقتي أوبرا القاهرة وباليه أوبرا القاهرة بالإضافة الي تقديم سلسلة حفلات بعنوان «جالا كونسير»، يتم خلالها استضافة عدة قادة وسوليست من مختلف دول العالم بهدف اتاحة الفرصة للتواصل بين السوليست والقادة المصريين مع المتميزين من نظرائهم الاجانب.[51]
- كورال أكابيللا: تأسس الكورال في عام 1999، وقام بتقديم العديد من الأعمال والحفلات الناجحة. وقد لعب الكورال دوراً فعالا بمصاحبة أوركسترا القاهرة السيمفوني، حيث استطاعا معاً تقديم الأعمال الرئيسية المكتوبة للكورال والأوركسترا مثل «المسيح» لهاندل و«القداس الجنائزى» لموتسارت ولفيردى والسيمفونية التاسعة و«القداس الجليل» لبيتهوفن والسيمفونية الثانية لمالر و«القداس الجنائزى الألمانى» لبرامز. ويعد أوراتوريو القداس لهاندل (ديسمبر 2000) من انجح الأعمال التي تعاون فيها كل من الأوركسترا والكورال.[47][50]
- فرقة الرقص المسرحي الحديث المصرية: تأسست الفرقة في عام 1993، وعرضت أول أعمالها «سقوط ايكاروس» في افتتاح مهرجان القاهرة الدولي للمسرح التجريبي في دورته الرابعة، وتعد فرقة الرقص المسرحي الحديث الأولى من نوعها في مصر والوطن العربي، وقد أحرزت نجاحات كبيرة من خلال تناولها مواضيع متخصصة في الفنون والحضارة المصرية والعربية وقدمت أكثر من 26 عرضاً فنياً. ويضم ريبورتوار الفرقة لعروضة التالية: «سقوط ايكاروس»، «حفريات تدعى أجاثا»، والثلاثية المصرية: «الغيبوبة ـ المقابلة الأخيرة ـ صحراء شادي عبد السلام»، «الأفيال تختبئ لتموت»، «في البداية كان الرقص»، «بروفا»، «أغنية الحيتان»، «حارس الظل»، «شهرزاد كورساكوف»، «أسرار سمرقند»، «سترة النجاة تحت المقعد»، «محمود مختار ورياح الخماسين».[50] حصلت الفرقة على عدة جوائز، كما مثلت مصر في العديد في المهرجانات الدولية المتخصصة منها:  مهرجان قرطاج الدولي بتونس، ومهرجان تشـانج مو في كوريا، ومهرجان بروج في بلجيكا، ومهرجان الرقص المعاصر في كازابلانكا، ومهرجان الرباط الدولي، مهرجان ركلنج هاوزن في ألمانيا، وكذلك في سلطنة عمان. قامت الفرقة بجولات فنية في كل من إيطاليا والصين حيث قدمت عددا من العروض التي يضمها ريبرتواراتها ولاقت التقدير من نقاد المسرح والرقص في أهم الصحف والمجلات العالمية.[52]
- فرقة عبد الحليم نويره للموسيقى العربية: تأسـسـت عام 1967 بـقـيادة المايسترو عبدالحليم نويرة تحت اسم «فرقة الموسيقى العربية لإحياء التراث الغنائي الأصيل»، وقد قاد عبد الحليم نويره الفرقة منذ إنشائها وحتى وفاته في يناير عام 1985، ثم سميت الفرقة بعد ذلك باسمه تقديراً لما قام به من جهود من اجل تكوين هذه الفرقة. وتضم الفرقة حوالي خمسين مغنياً ومغنية من الدارسين ذوى الأصوات المتميزة كما تضم أربعين موسيقياً. وتقدم الفرقة الأشكال التراثية والقوالب الغنائية والموسيقية المختلفة لجمهور متذوقى الموسيقى العربية ومنها الموشح والقصيدة والدور والطقطوقة والألحان المسرحية. قامت الفرقة بتقديم عروضها الفنية في عدد كبير من الدول العربية وبعض الدول الأوروبية مثل فرنسا وأسبانيا وتركيا. كما شاركت الفرقة في مهرجانات عديدة منها: مهرجان جرش بالأردن، ومهرجاني المدينة وقرطاج بتونس، ومهرجاني أصيلة والرباط بالمغرب، ومهرجان الموشح بالدار البيضاء، ومئوية أم كلثوم بباريس.[50]
- الفرقة القومية للموسيقى العربية: تأسست عام 1989، بهدف جمع التراث الموسيقى والغنائى العربي، وإعادة تقديمه بأسلوب أكاديمي وعلمي متطور. ويقوم بالاشتراك في الأداء المنفرد نخبة من عازفي ومغنى هذا اللون من فناني الدول العربية. وقد حققت الفرقة العديد من النجاحات على المستويين المحلى والعالمي بأسلوبها المتميز فبعد 40 يوماً من تأسيسها نالت الفرقة الميدالية الفضية في مهرجان بابل الموسيقى عام 1989 والذي ضم 45 دولة من جميع أنحاء العالم. وقدمت الفرقة حفلات في مهرجان قرطاج بتونس (يوليو 1990)، والعيد القومي لاستقلال دولة الكويت (1991)،  ومهرجان طريق الحرير باليابان (مايو1991)، ومهرجان الرباط في 1993، ومهرجان المتوهجون بفرنسا (أكتوبر 1994)، القاعة الملكية ببريطانيا (يوليو 1997).[50]
- فرقة الإنشاد الديني: أسسها الموسيقار الراحل عبد الحليم نويره في سنة 1972 بهدف الحفاظ على التراث الغنائي الديني من الاندثار. وهي الفرقة الوحيدة بجمهورية مصر العربية المتخصصة في تقديم الأعمال والألحان الدينية التراثية والمعاصرة كما تقدم الفرقة أصواتا شابة ومدربة على الإنشاد إلى ساحة الابتهالات الدينية. وقد بدأت الفرقة عروضها على مسرح سيد درويش بالهرم بعدد 16 منشدا وحوالي 25 موسيقيا إلى أن وصل عدد المنشدين حتى اليوم حوالي 30 منشدا و40 موسيقيا. وقد قدمت الفرقة عروضها في جميع محافظات مصر تقريبا ولاقت نجاحا كبيرا واشتركت في أكثر من مهرجان دولي للإنشاد الديني: مهرجان موسيقى الأديان لدول حوض البحر المتوسط بمرسيليا (فرنسا) ومهرجان الغناء والمديح بالمملكة المغربية بمدينة الرباط ومهرجان الموسيقى والإنشاد ببولندا وقد حققت الفرقة نجاحا باهرا في كل هذه المهرجانات الدولية.[50]
- فرقة الموسيقى العربية للتراث: تم تأسيسها بهدف إحياء تراث الموسيقي العربية وتقديم الأشكال التراثية والقوالب الغنائية والموسيقية المختلفة لجمهور ومتذوقى الموسيقى العربية مثل الموشح، القصيدة، الدور، الطقطوقة، المونولوج والألحان المسرحية، وذلك من خلال مجموعة من الموسيقيين والمغنيين من حفظة التراث ذوى الأداء المتميز على المستوى الجماعي والفردي. وقد قدمت الفرقة أولى حفلاتها على مسرح معهد الموسيقى العربية عام 2004 وتوالى بعدها نشاطها الفنى داخل وخارج مصر.[50]
- فرقة أوبرا الإسكندرية للموسيقى العربية: تأسست في يونيو عام 2004 وتتكون من 55 فنانًا مابين كورال وعازفين وسوليست، وقدمت أولى حفلاتها بمسرح الجمهورية بالقاهرة، وشاركت بمهرجان الموسيقى العربية في عام تأسيسها، وقدمت العديد من العروض الخاصة بالأطفال والطلاب وتشارك في مختلف المناسبات والاحتفالات الوطنية التي تنظمها دار الأوبرا، بالإضافة إلى مساهمتها في أحياء ذكرى رموز الموسيقى والغناء العربي.[53]

## الفروع الإقليمية التابعة لدار الأوبرا
- دار أوبرا الإسكندرية (مسرح سيد درويش).
- دار أوبرا دمنهور.
- مسرح الجمهورية.
- المسرح الروماني.
- معهد الموسيقى العربية.
- متحف محمد عبد الوهاب.

## رؤساء دار الأوبرا

رتيبة الحنفي أول رئيس لدار الأوبرا

| رؤساء دار الأوبرا المصرية الجديدة «المركز الثقافي القومي» | رؤساء دار الأوبرا المصرية الجديدة «المركز الثقافي القومي» |
| الاسم                                                     | فترة الرئاسة                                              |
| --------------------------------------------------------- | --------------------------------------------------------- |
| رتيبة الحفني                                              | من 1988 حتى 1989                                          |
| طارق علي حسن                                              | من 1989 حتى 1991                                          |
| ناصر الأنصاري                                             | من 1991 حتى 1997                                          |
| مصطفى ناجي                                                | من1997 حتى 2000                                           |
| سمير فرج                                                  | من 2000 حتى 2004                                          |
| عبد المنعم كامل                                           | من 2004 حتى 2012                                          |
| إيناس عبد الدايم                                          | من 2012 حتى 2018                                          |
| مجدي صابر                                                 | من 2018 حتى الآن                                          |

## وصلات خارجية
- الموقع الرسمي
- تقرير عن دار الأوبرا المصرية، صحيفة إندبندنت عربية.
- جولة داخل دار الأوبرا المصرية، قناة سي بي سي.
- فيلم قصير عن دار الأوبرا المصرية، يوتيوب
- حفلة أم كلثوم بتقنية الهولوجرام على مسرح الأوبرا، يوتيوب.